# Góry (Wilczęta)
Pour les articles homonymes, voir Góry.
Góry est un village polonais de la voïvodie de Varmie-Mazurie, dans le powiat de Braniewo.